# La Pobla Llarga
La Pobla Llarga és un municipi del País Valencià, situat a la comarca de la Ribera Alta.
Limita amb Carcaixent, l'Ènova, Manuel, Rafelguaraf, Sant Joanet, Senyera i Castelló (a la mateixa comarca).

## Geografia
Al seu terme, de 10,09 km² i una altitud de 32 metres, destaca la Serratella (129 m) com a cota més alta. Encara que el riu Xúquer passa molt prop, no arriba a entrar en el terme. La principal corrent l'aporta el Barranc de Barxeta que creua el terme de nord a sud passant a través del nucli urbà.
El seu clima és típicament mediterrani, suau i temperat, normalment sense temperatures extremes.

## Història
A falta de troballes arqueològiques anteriors, són el Pont de l'Ase, pont construït per a salvar les aigües sobrants de la xarxa musulmana de reg de la Séquia Comuna de l'Énova, tot i que les restes conservades semblen ja d'època cristiana, i la Via Augusta, els vestigis més antics que hi trobem. Més records hi ha dels musulmans, però fou Pere d'Esplugues, ardiaca de la catedral de València, qui va edificar i poblar el lloc en obtindre dit privilegi del rei Jaume el Just el 1317.
Originàriament es va anomenar Pobla d'Esplugues, Pobla de Torrehermosa i, finalment, Pobla de l'Ardiaca, precisament per ser el nomenat ardiaca el seu primer Senyor. Entre 1347 i 1348, la Guerra de la Unió hi portà l'anomenada batalla de la Pobla d'Esplugues. Durant les Germanies, en 1522, moriren a mans dels agermanats el Senyor vigent, Joan Corts, i molts poblatans. En el segle xvi adquirí la denominació actual de La Pobla Llarga, durant la guerra de Successió. El municipi s'alineà amb els maulets i per això fou víctima de la repressió borbònica: el topònim es castellanitzà, perdé la independència municipal i passà a dependre de Carcaixent –situació amb què acabaren les Corts de Cadis–, va ser carregada amb forts imposts i alguns dels seus veïns van ser exiliats.
Si bé en l'any 1646 tenia al voltant de 300 habitants, a finals del segle xviii quasi no sobrepassava els 400. Eixe escàs creixement demogràfic, motivat per les febres tercianes, que des de finals del segle xvii afectaren bona part de les poblacions de La Ribera, es correspon amb un lent creixement econòmic, que no se superarà fins que en el segle xix es dessequen les terres pantanoses. Aquest fet va possibilitar la introducció de nous conreus –hortícoles i cítrics, principalment–, amb la qual cosa es va entrar en una fase de prosperitat econòmica i la seua població es va quintuplicar en poc més de cent anys.
En 1919, un any especialment conflictiu, La Pobla Llarga fou escenari d'un important enfrontament entre obrers i Guàrdia Civil, que posava de manifest les miserables condicions de vida dels treballadors del camp. El mes de juliol, la Guàrdia Civil i alguns propietaris dispararen contra una manifestació, on van morir cinc obrers i altres sis van resultar ferits, al mateix temps que eren detinguts quaranta-sis manifestants.

#### Els successos de La Pobla
El 6 de juliol del 1919 van tenir lloc els fets coneguts com «els successos de La Pobla». Els cacics del poble van obrir foc des dels balcons de la plaça contra el veïnat, que protestava per la tortura de la Guàrdia Civil a un jornaler de la Societat de Treballadors del Camp. Les sis persones assassinades van ser Calixto García García (55 anys), Manuel Moncho Sanchis (50 anys), Antonio García Ferrer (37 anys), Miguel Tormo Sanpascasio "Barraca" (29 anys), Vicente Martínez Rovira (28 anys) i José Ramón Villaplana Oliver (19 anys). La història és contada per Feliu Ventura i Pep Gimeno Botifarra a la cançó «La dansà de Teranyina».

## Demografia
| 1990  | 1992  | 1994  | 1996  | 1998  | 2000  | 2002  | 2004  | 2006  | 2008  | 2010  | 2012  | 2014  | 2016  | 2018  | 2020  | 2022  | 2024  |
| ----- | ----- | ----- | ----- | ----- | ----- | ----- | ----- | ----- | ----- | ----- | ----- | ----- | ----- | ----- | ----- | ----- | ----- |
| 4.537 | 4.376 | 4.463 | 4.390 | 4.339 | 4.373 | 4.372 | 4.473 | 4.379 | 4.510 | 4.574 | 4.618 | 4.524 | 4.546 | 4.482 | 4.452 | 4.443 | 4.569 |

## Economia
L'economia de La Pobla Llarga ha estat basada tradicionalment en l'agricultura. En 1798 es van iniciar en la localitat les primeres plantacions de taronger, però eren escasses, ja que tota la producció es destinava al consum propi de la població. No obstant, cap a l'any 1829 pràcticament tot el terme es dedicava ja a eixe cultiu i començava la construcció de magatzems per a la manipulació i l'envasament de la taronja, per a l'enviament al mercat interior i exterior.
A l´any 2020, el 74,8% de la superfície de cultiu del municipi es va destinar als cítrics, un 24,5% als fruits i una xicoteta part a les hortalisses.
L'editorial Edicions 96, especialitzada en poesia i literatura infantil, té la seu a La Pobla Llarga.

## Política i Govern

### Composició de la Corporació Municipal de 2023
El Ple de l'Ajuntament està format per 11 regidors. En les eleccions de 28 de maig de 2023 foren elegits 7 regidors del Partit Socialista del País Valencià (PSPV-PSOE), 2 de Compromís per la Pobla Llarga (Compromís) i 1 del Partit Popular (PP).
| Eleccions municipals de 28 de maig de 2023 - La Pobla Llarga                                                                          |                                          |                                     |                                     |        |          |          |
| Candidatura | Candidatura                              | Candidatura                         | Cap de llista                       | Vots   | Vots     | Regidors |
| | Partit Socialista del País Valencià-PSOE |                                     | Neus Garrigues Calatayud            | 1.579  | 58,09%   | 7 (-1)   |
| | Compromís per la Pobla Llarga            |                                     | Daniel Carbonell Barberà            | 508    | 18,69%   | 2 ()     |
| | Partit Popular                           |                                     | Vicent Talens Martín                | 606    | 22,29%   | 2 (+1)   |
| | Vots en blanc                            |                                     |                                     | 25     | 0,91%    |          |
| Total vots vàlids i regidors | Total vots vàlids i regidors             | Total vots vàlids i regidors        | Total vots vàlids i regidors        | 2.637  | 100 %    | 11       |
| | Vots nuls                                | Vots nuls                           | Vots nuls                           | 58     | 2,08%    |          |
| Participació (vots vàlids més nuls)                                                                                                   | Participació (vots vàlids més nuls)      | Participació (vots vàlids més nuls) | Participació (vots vàlids més nuls) | 2.776  | 78,59%** |          |
| Abstenció | Abstenció                                | Abstenció                           | Abstenció                           | 756*   | 21,40%** |          |
| Total cens electoral | Total cens electoral                     | Total cens electoral                | Total cens electoral                | 3.532* | 100 %**  |          |
| Alcaldessa: Neus Garrigues Calatayud (PSPV) (27/06/2023) Per majoria absoluta dels vots dels regidors (7 de PSPV)                     |                                          |                                     |                                     |        |          |          |
| Fonts: Ajuntament de La Pobla Llarga, La Vanguardia, RTVE, (* No són vots sinó electors. ** Percentatge respecte del cens electoral.) |                                          |                                     |                                     |        |          |          |

### Composició de la Corporació Municipal de 2019
El Ple de l'Ajuntament està format per 11 regidors. En les eleccions municipals de 26 de maig de 2019 foren elegits 8 regidors del Partit Socialista del País Valencià (PSPV-PSOE), 2 de Compromís per la Pobla Llarga (Compromís) i 1 del Partit Popular (PP).
| Eleccions municipals de 26 de maig de 2019 - La Pobla Llarga                                                                  |                                          |                                     |                                     |        |          |          |
| Candidatura | Candidatura                              | Candidatura                         | Cap de llista                       | Vots   | Vots     | Regidors |
| | Partit Socialista del País Valencià-PSOE |                                     | Neus Garrigues Calatayud            | 1.613  | 61,17%   | 8 (+3)   |
| | Compromís per la Pobla Llarga            |                                     | Daniel Carbonell Barberà            | 467    | 17,71%   | 2 (+1)   |
| | Partit Popular                           |                                     | Vicent Talens Martín                | 368    | 13,96%   | 1 (-2)   |
| | Altres candidatures                      |                                     |                                     | 164    | 6,22%    | 0 ( -2)  |
| | Vots en blanc                            |                                     |                                     | 25     | 0,95%    |          |
| Total vots vàlids i regidors                                                                                                  | Total vots vàlids i regidors             | Total vots vàlids i regidors        | Total vots vàlids i regidors        | 2.637  | 100 %    | 11       |
| | Vots nuls                                | Vots nuls                           | Vots nuls                           | 36     | 1,35%    |          |
| Participació (vots vàlids més nuls)                                                                                           | Participació (vots vàlids més nuls)      | Participació (vots vàlids més nuls) | Participació (vots vàlids més nuls) | 2.673  | 75,04%** |          |
| Abstenció | Abstenció                                | Abstenció                           | Abstenció                           | 889*   | 24,96%** |          |
| Total cens electoral | Total cens electoral                     | Total cens electoral                | Total cens electoral                | 3.562* | 100 %**  |          |
| Alcaldessa: Neus Garrigues Calatayud (PSPV) (15/06/2019) Per majoria absoluta dels vots dels regidors (8 de PSPV)             |                                          |                                     |                                     |        |          |          |
| Fonts: JEC, JEZ Alzira. M. Interior, Periòdic Ara. (* No són vots sinó electors. ** Percentatge respecte del cens electoral.) |                                          |                                     |                                     |        |          |          |

### Alcaldes
Des de 2015 l'alcaldessa de la Pobla Llarga és Neus Garrigues Calatayud, de PSPV-PSOE.
| Període                       | Alcalde o alcaldessa      | Partit polític | Data de possessió | Observacions |
| ----------------------------- | ------------------------- | -------------- | ----------------- | ------------ |
| 1979–1983                     | Eleuterio Serena Tena     | PSPV-PSOE      | 19/04/1979        | --           |
| 1983–1987                     | Eleuterio Serena Tena     | PSPV-PSOE      | 28/05/1983        | --           |
| 1987–1991                     | Edelmiro Tudela Vilaplana | PSPV-PSOE      | 30/06/1987        | --           |
| 1991–1995                     | Manuel Bellver Capcí      | PSPV-PSOE      | 15/06/1991        | --           |
| 1995–1999                     | José María Botella Alfaro | EUPV           | 17/06/1995        | --           |
| 1999–2003                     | José María Botella Alfaro | EUPV           | 03/07/1999        | --           |
| 2003–2007                     | Rafael Soler Vert         | PP             | 04/07/2003        | --           |
| 2007–2011                     | Rafael Soler Vert         | PP             | 16/06/2007        | --           |
| 2011–2015                     | Rafael Soler Vert         | PP             | 11/06/2011        | --           |
| 2015–2019                     | Neus Garrigues Calatayud  | PSPV-PSOE      | 13/06/2015        | --           |
| 2019-2023                     | Neus Garrigues Calatayud  | PSPV-PSOE      | 15/06/2019        | --           |
| Des de 2023                   | Neus Garrigues Calatayud  | PSPV-PSOE      | 17/06/2023        | --           |
| Fonts: Generalitat Valenciana |                           |                |                   |              |

## Monuments
El nucli urbà conserva molts casalots nobiliaris i també cases d'estil modernista edificades a les primeries del XX per la incipient burgesia tarongera. Relacionem tot seguit el patrimoni del poble:
- Creu de terme, del segle xiii.
- Església de Sant Pere. Aixecada en 1727 sobre un temple gòtic de 1325.
- Magatzem de Ballester. Modernista, de principis del xx.
- Mercat. Modernista.
- Pont de l'Ase. Medieval, de l´època cristiana.
- Restes arqueològiques d'una alqueria, d'una necròpoli i del Castell de Térmens, tots tres musulmans.
- Castell de Térmens o d´Esplugues.[18] D´origen àrab, en 1347 va patir un incendi a la guerra de la Unió. En 1937, durant la Guerra Civil, es va convertir en un hospital militar per a socórrer als ferits.
- Escultura de la Mare de Déu dels Desemparats.[19] Es troba juntament amb el pedestal de l´escultor Silvestre d´Edeta, a la Plaça de la Verge dels Desemparats.

## Festes i gastronomia
Les festes locals són les de:
- Sant Pere. El dia de festa major és el dia 29 i durant tot el mes de juny s'organitzen actes per a tota mena de públic que resulten ser un èxit d'assistència, ja que compta amb una gran participació dels veïns del poble.  De tots els actes que se celebren destaquen el campionat de futbet, durant la primera quinzena del mes de juny en el poliesportiu municipal David Albelda. Amb motiu d´aquestes festes de Sant Pere s'ha recuperat, des de fa uns anys, de forma multitudinària, els sopars populars en el carrer que donen pas a les diverses actuacions d'orquestres, així com el “Pi ensabonat” en l'Auditori Vicent Andrés Estelles, i el repartiment ¨d'aigua de València¨ durant la celebració de l'acte. També es munta la tradicional fira, en la que s'instal·len nombroses atraccions I un mercat ambulant per alguns carrers de la localitat. Coincidint també amb la fi del curs escolar, s'organitzen una sèrie d'activitats esportives entre els alumnes dels diferents centres educatius de la localitat.
- Sant Calixt. Són les festes patronals celebrades al mes d'octubre. Durant aquests dies té lloc també la festa de Moros i Cristians,[20] entre el 8 i el 14 d´octubre, i que compta amb 10 comparses. Com a activitats, destaquen la desfilada de Moros i Cristians, el dia 12 d'octubre, per tota localitat. També destaca la processó en honor de Sant Calixt, el dia 14 d'octubre, on la imatge del patró recorre els carrers de la localitat, sobre un carro tirat per dos bous. Segons la tradició, la imatge es dirigia a la localitat veïna de Carcaixent però, al seu pas per la porta de l'Església Parroquial de La Pobla Llarga, els bous es van parar, no volent continuar i per això la imatge de Sant Calixt es va quedar definitivament en La Pobla Llarga, passant a ser Sant Calixt el patró del municipi. En aquesta processó participen tots els membres de les comparses de Moros i Cristians, acompanyats per grups de balls tradicionals de la nostra comarca. A més se celebra la tradicional “Volta popular amb bicicleta”, la "Volta Popular a Peu” i el pregó de festes des del balcó de la Casa Consistorial, el dia 9 d´octubre.
- Falles. Se celebren al mes de març. Es caracteritzen per la construcció de monuments fallers, la realització de cercaviles falleres acompanyades per les bandes de música, la cavalcada del ninot, les presentacions al Monterrey i, com a fi de festa, la cremà. Des de fa uns anys, durant les festes de les Falles, es realitzen diversos actes que reforcen la germanor entre les tres comissions falleres que existixen en la població: Falla Sant Josep, Falla El Castell i l'Associació Cultural Falla El Colmenar. Aquests nous actes al municipi són: la crida des del balcó de l'Ajuntament, el sopar de Germanor i el ball en el Cine Monterrey.
- Sant Antoni. Al gener, és també l'anomenada festa dels animals. Els veïns del C/ Nou, en col·laboració amb l'Ajuntament, organitzen amb motiu de la festivitat de Sant Antoni, la tradicional benedicció dels animals del municipi.  A aquest acte, de gran tradició a alguns llocs de la província valenciana, té lloc una desfilada de carros tirats per cavalls. A més, la celebració finalitza amb una exhibició de tir i arrossegament.
- Verge dels Desamparats. Celebrades al mes de maig, quan s´honra a la Mare de Déu dels Desemparats. Cada any, es tria una Reina de les Festes i a La Seua Cort d'honor, que ostentaren el càrrec durant tot l'any. D'entre els actes que es realitzen per a la celebració d´aquesta festivitat destaquen, la celebració d'un novenari per tots els difunts del municipi, així com un altre acte tradicional que consisteix en passar pel mantell de la Mare de Déu a tots els xiquets i xiquetes nascuts durant l'any anterior. A més, es realitzen diverses activitats com teatres, activitats infantils, paelles al parc Joan Fuster, carrera ciclista d'escoles, balls, cercaviles a càrrega de la Unió Musical de La Pobla Llarga o l´Ofrena de Flores a la Mare de Déu i la solemne processó. Finalment, per a tancar esta festivitat de dispara un gran castell de focs artificials.

Quant als menjars típics podrem trobar: Arròs amb fesols i naps, arrós caldós, paella de pollastre i conill, guisat de Setmana Santa, i l´arnadí per postres.

## Educació i Cultura
La Pobla Llarga compta amb diversos centres educatius com la Escoleta El Castell, situat sobre l´antic Castell de Térmens, el col·legi públic CEIP Dr. Sanchis Guarner, el col·legi de monges Santa Ana, l'institut IES Pere d'Esplugues i el Centre Docent Públic de Formació de Persones Adultes, creat en 1986.
El municipi també gaudeix de diferents espais culturals com l´escola de músics ¨Unió Musical de La Pobla Llarga¨, el Poliesportiu Municipal ¨David Albelda¨, la Casa de la Cultura, la Casa de la Dona, la Casa de la Juventut CIJ, una biblioteca i el Cinema Monterrey, inagurat en els anys 50 i que actualment està sotmés a un procés de rehabilitació.

## Efemèrides[24]
La línea férrea entre València i Xàtiva, que hui inclou també La Pobla Llarga, va ser inagurada l´1 de juliol de 1852, però no va ser fins al 28 d´abril de 1872 que els poblatans aconseguiren que el tren s´aturara al seu municipi.
En 1901 la llum elèctrica va aplegar a La Pobla Llarga i més tard, l´any 1910, el servici de telefonia. Tan sols un any després, en 1911, el depòsit d´aigua de Carcaixent va començar a subministrar aigua potable a la localitat.

## Veïns il·lustres
- David Albelda (la Pobla Llarga, 1977) és un exjugador de futbol del València CF.
- David Bernabeu (La Pobla Llarga,1975) és un exciclista professional que ha corregut en els equips professionals de Boavista, Comunitat Valenciana, Fuerteventura-Canarias i Andalucía-Caja Granada, entre altres.
- Vicent Pascual (Silla, 1944) és un mestre, escriptor i pedagog conegut a tot el País Valencià per la seua tasca a favor del valencià. També és membre actiu de l'IEC.